# 哥特兰羊

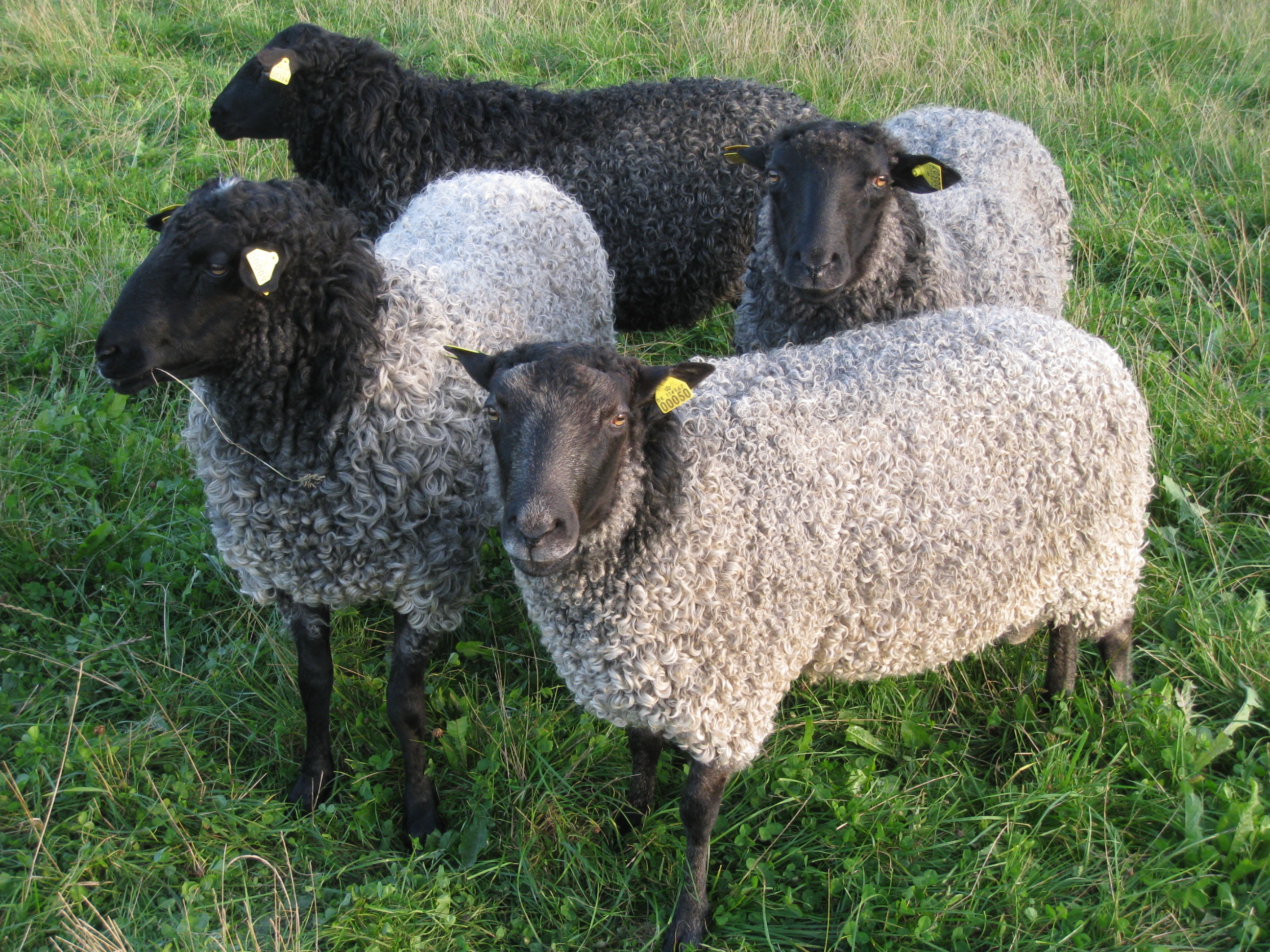
一群哥特兰羊

哥特兰羊（瑞典語：Gotlandsfår）是一种发源于瑞典哥特兰岛的绵羊品种。哥特兰羊目前是瑞典最常饲养的绵羊品种，以羊毛为灰色和产肉性能佳为优势。哥特兰羊的大小在绵羊中属于中等、体质结实，腿长。

## 起源
哥特兰羊是维京海盗将今俄罗斯地区的卡拉库尔羊与罗曼诺夫羊带到哥特兰岛上，与当地的短尾羊兰德瑞斯羊杂交形成的绵羊品系。从20世纪20年代开始，哥特兰羊又经过一轮选育，对产肉性能与羊毛的光泽度等进行了提升。

## 图集

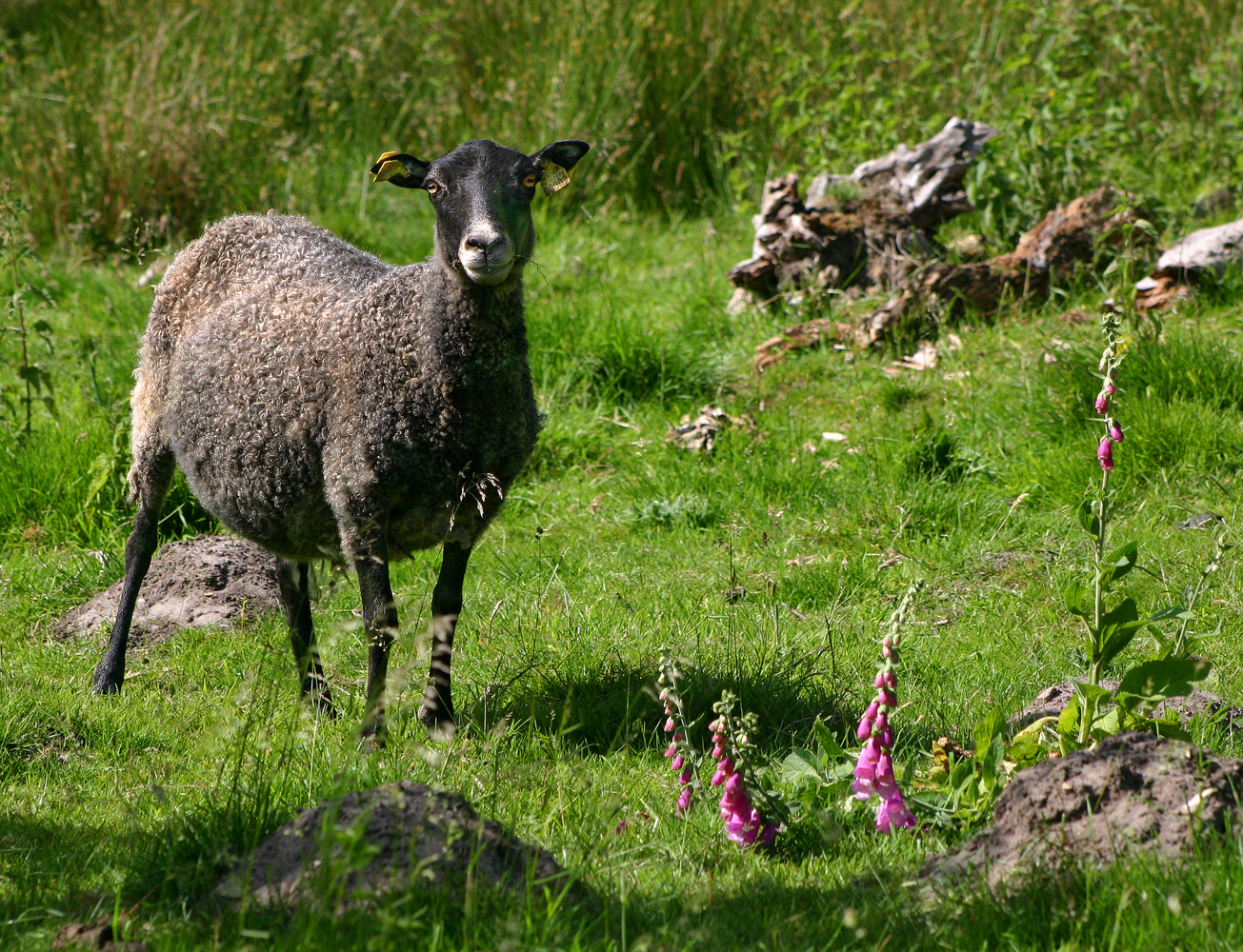
哥特兰羊
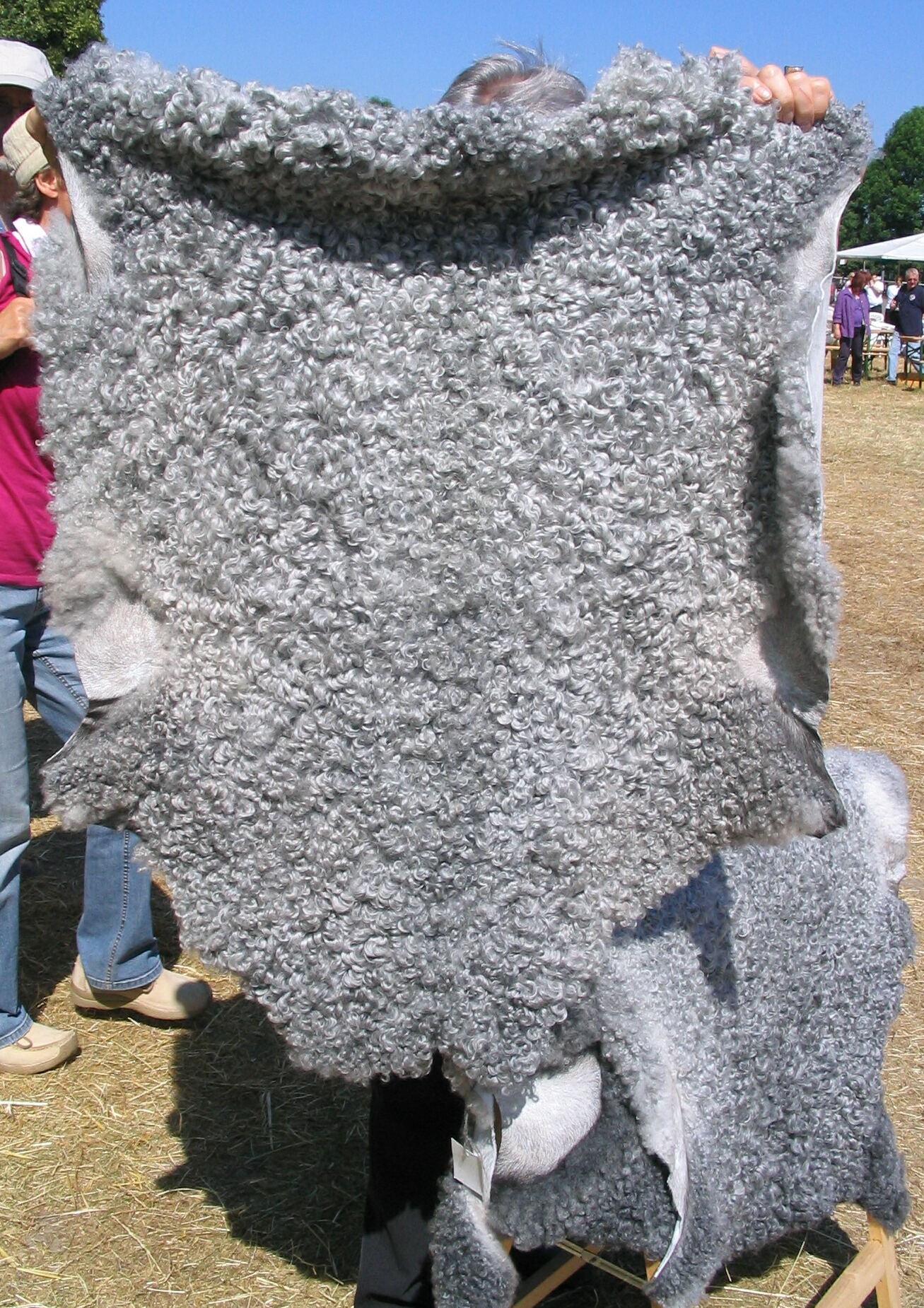
哥特兰羊的羊皮
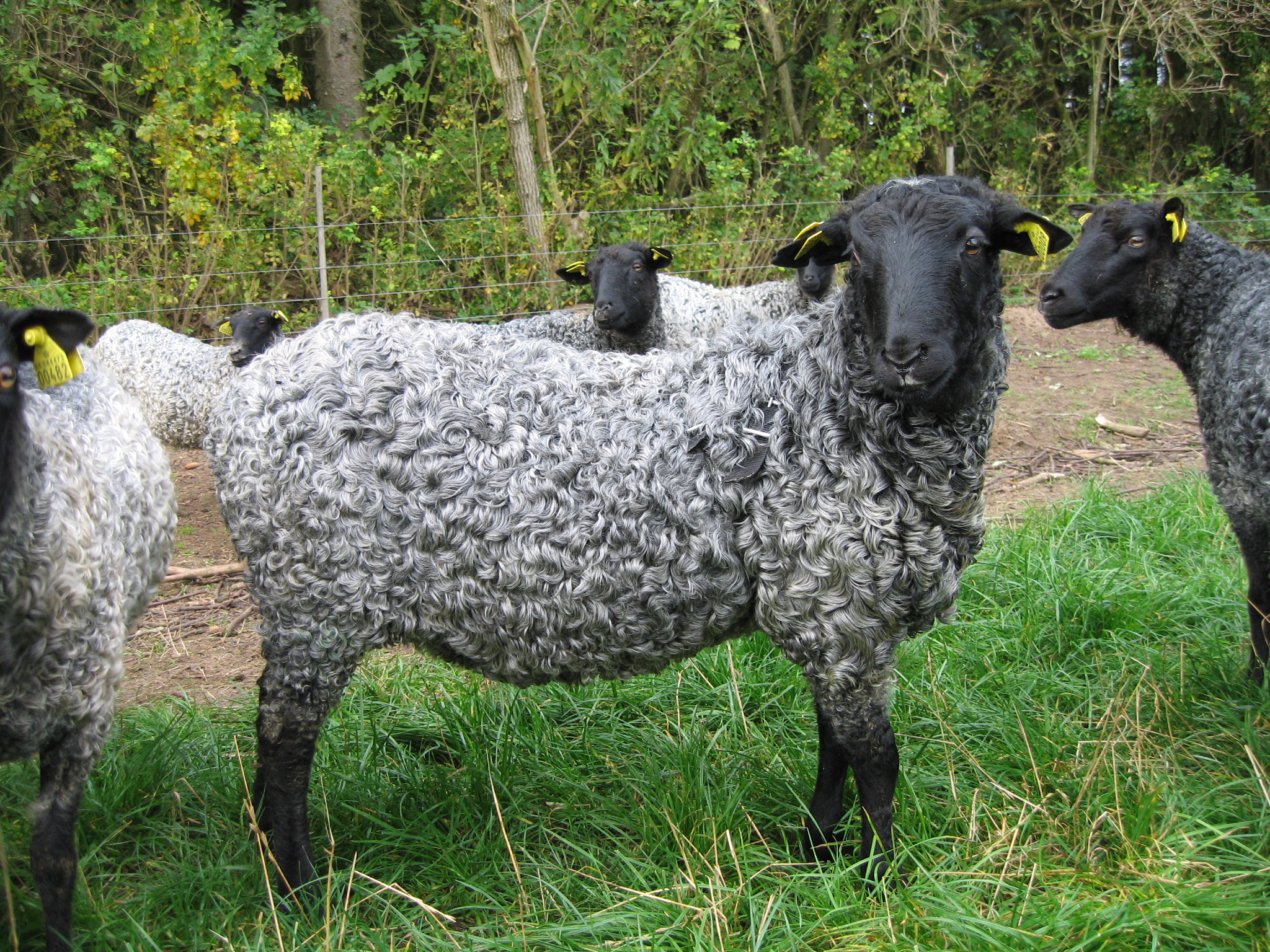
丹麦饲养的哥特兰羊